# Urban Johansen
Hans Urban Johansen (8. april 1851 i Odense – 25. maj 1931 i København) var en dansk opfinder, maskinarbejder og smed, der bl.a. konstruerede drejebænke for A.F. Hammels Maskinfabrik i København. Som værkfører var han hovedansvarlig for bygningen af Hammelbilen.